# Unie van Vrijwilligers
De Unie van Vrijwilligers (UVV) is een landelijk werkende Nederlandse vrijwilligersorganisatie. Ze organiseert ongeveer 4500 vrijwilligers (2020) die actief zijn met het verlenen van praktische zorg en ondersteuning in instellingen en bij mensen thuis. Het betreft vooral vrijwilligerswerk in de zorg- en welzijnssector.
De Unie van Vrijwilligers is een gelaagde organisatie, bestaande uit een landelijke vereniging en in 2020 ongeveer 28 plaatselijke afdelingen.
De vrijwilligers zijn actief in bijna alle Nederlandse provincies. De vereniging werkt onder andere samen met zusterorganisaties als het Rode Kruis, Leger des Heils, Zonnebloem en Humanitas.
De Unie van Vrijwilligers is in 1938 opgericht in Amsterdam als Korps Vrouwelijke Vrijwilligers (KVV) toen de arbeidsrechten van werkende vrouwen werden bedreigd. Op 7 mei 1945, aan het eind van de Tweede Wereldoorlog, was het aantal afdelingen gegroeid tot 200 en veranderde men de naam naar Unie van Vrouwelijke Vrijwilligers. In 1977 is de naam tot slot veranderd in de Unie Van Vrijwilligers.

## Doelstelling
De UVV stimuleert de ontwikkeling van een sterke, sociale samenleving waarin mensen de verantwoordelijkheid nemen om een steuntje in de rug te bieden aan anderen die zich voor kortere of langere tijd in een kwetsbare positie bevinden. Vrijwilligerswerk is een manier om invloed uit te oefenen, maatschappelijke betrokkenheid te tonen en bij te dragen aan het welzijn en de zelfredzaamheid van anderen. In de maatschappij ontstaan steeds nieuwe sociale vraagstukken die om een oplossing vragen. Vrijwilligerswerk kan daarbij een rol van betekenis spelen.

## Activiteiten
De UVV richt zich op vrijwilligers die zich willen inzetten voor het welzijn van mensen die zich door ziekte, handicap, ouderdom of eenzaamheid in een kwetsbare positie bevinden. De projecten van de UVV richten zich op de hulpvragende burger, zowel in de thuissituatie als in instellingen. Voorbeelden zijn:
- Vriendschappelijk contact: het opbouwen van vriendschappelijke contact, waarin praktische hulp zoals boodschappen doen, wandelen, hulp bij correspondentie en administratie een plaats krijgt.
- Activiteiten in instellingen: Wie is opgenomen in een ziekenhuis, een verpleeghuis of een andere instelling heeft vaak heel wat te verwerken. Vrijwilligers zorgen voor wat extra contact met de buitenwereld. Mogelijkheden zijn o.a.: gastvrouw/gastheer bij opname in polikliniek, huiskamer of sociëteit, gastvrouw/gastheer op de afdeling, lectuurvoorziening (ook luisterlezen), begeleiding naar therapie en kerkdiensten, bloemen en fruit verzorgen, verzorging van rijdend winkeltje of halwinkel, het geven van – goed met de beroepskrachten afgestemde – vormen van voorlichting aan patiënten en het bemensen van het patiënten servicebeau.
- Activiteiten begeleiding: onderlinge ontmoetingen in sociëteiten voor ouderen, gehandicapten, afasie- en MS-patiënten, maar ook gerichte activiteiten zoals (volks)dansen, zwemmen, zingen, gymnastiek, gespreksgroepen en dagopvang.
- Begeleiding en vervoer: zoals bij bezoek aan arts of ziekenhuis, bij uitstapjes en vervoersdiensten, maar ook intern transport in instellingen.
- Lectuurvoorziening: lectuurvoorziening van zowel gewone als gesproken boeken (luisterlezen), brailleren, voorlezen en bibliotheekboeken aan huis bezorgen.
- Maaltijdvoorziening: tafeltje-dek-je, het aan huis bezorgen van warme maaltijden, en het organiseren van open eettafels, waar men gezamenlijk eet, en ontbijtclubs.

## Geschiedenis

#### Oprichting van het Korps Vrouwelijke Vrijwilligers
De grondslag voor de Unie van Vrijwilligers werd in 1938 gelegd met de oprichting in Amsterdam van het Korps Vrouwelijke Vrijwilligers [KVV], door Jane de Iongh en Truus Wijsmuller-Meijer. De oprichting vond plaatst tegen de achtergrond van de dreigende Tweede Wereldoorlog en de economische crisis waardoor de positie van werkende vouwen verslechterde. Vrijwilligerswerk was een manier om de actieve maatschappelijke betrokkenheid van vrouwen vorm te geven.

#### Arbeidsparticipatie van vrouwen onder druk
Tijdens de grote werkloosheid in 1936 maakte C.P.M. Romme, lid van de Tweede Kamer voor de Roomsch Katholieke Staats Partij en minister van Sociale zaken in het vierde Kabinet Colijn, een wet aanhangig, waarin het werken van de getrouwde vrouw verboden werd. Want zo zei hij: "De vrouwen werken toch maar alleen om luxe goederen te kopen." Deze motivatie werd hem niet in dank afgenomen en stuitte op fel verzet bij een aantal feministen, waaronder Jane de Iongh. Zij organiseerde met nog een twintigtal werkende vrouwen een bijeenkomst in het Amsterdamse Concertgebouw, dat een groot succes werd. Uit een opinieonderzoek bleek dat 98% van de werkende vrouwen dit deed uit bittere noodzaak. De resultaten werden gepubliceerd en onder druk van pers en publieke opinie werd de wet ingetrokken. Toen in 1938 de oorlogsdreiging steeds groter werd, begon de overheid voorbereidingen te treffen voor de oprichting van een Luchtbeschermingsdienst. Hiervoor werden via de schrijvende pers vrijwilligers gevraagd en onder in de advertentie stond met heel kleine lettertjes ’Vrouwen ook welkom’. Dit was opnieuw een ergernis voor De Iongh. Met drie vriendinnen uit een werkcomité van de Liberale Partij, dat de rechten van de vrouw bestudeerde, stapte zij naar de directeur van de Luchtbeschermingsdienst in oprichting en deed hem de suggestie aan de hand de zaak maar helemaal aan vrouwen over te laten. Dan kon hij op zeer korte termijn verzekerd zijn van de hulp van minstens 2000 vrouwen. Dit was de aanleiding tot de oprichting van het KVV later dat jaar. Zwaarwegend motief was dat een oorlog dreigde en dat, zelfs als Nederland neutraal zou blijven, vrouwen hun burgerplicht niet wilden verzaken en actief bij het verlenen van hulp aan de burgerbevolking betrokken wilden zijn. Het eerste bestuur werd dan ook gerecruteerd uit de bredere kring van de vrouwenbeweging en bestond uit Truus Wijsmuller-Meijer (initiatiefneemster), Jane de Iongh (pres.), Anna Schippers (secr.), Lien Kleinhoonte (penn.), Rosa Manus, Charlotte Matthes, Connie Bletz en Erry von Balluseck-Eringaard.

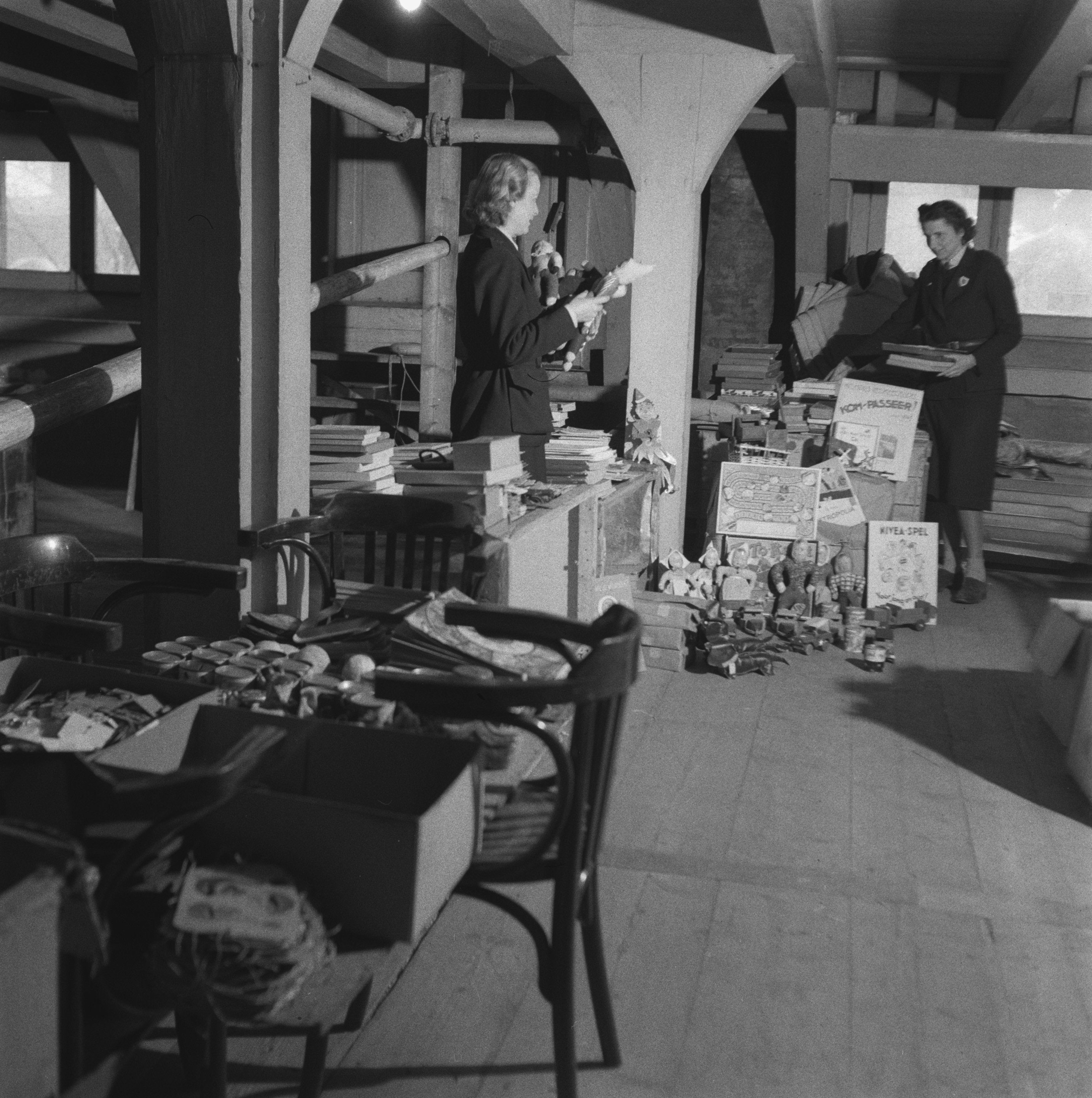
UVV organiseert verzameling van speelgoed voor Sinterklaas 1945

#### Oprichting Unie van Vrijwilligers
De oprichting van het KVV vond snel daarna navolging in verschillende plaatsen, verspreid over het hele land. Er werden EHBO-cursussen gegeven. Vrouwen werden opgeleid tot vrachtwagenchauffeur en sokken en bivakmutsen werden gebreid voor de gemobiliseerde soldaten. In de eerste oorlogsjaren is er enorm veel werk verzet, zoals direct na het bombardement op Rotterdam. Engelse piloten werden geholpen aan onderduikadressen, vluchtelingen werden opgevangen en ondergebracht. Aan het einde van de oorlog waren er circa 200 afdelingen. In die tijd werd besloten de naam te veranderen in ‘Unie van Vrouwelijke Vrijwilligers'. De Landelijke Unie van Vrouwelijke Vrijwilligers (UVV) werd in de latere oorlogsjaren in het geheim opgericht om na de oorlog alle vrouwelijke hulpdiensten onder één naam te verenigen. Marga Klompé was een van de initiatiefneemsters en het verhaal gaat, dat zij achter op een motorfiets door het land reed om dit alles voor te bereiden. Tijdens de oorlog mocht er niet worden vergaderd, maar dat gebeurde in het geheim en men werkte, indien mogelijk, gewoon door. Het resultaat was dat al op 7 mei 1945 de Unie van Vrouwelijke Vrijwilligers officieel van start kon gaan.

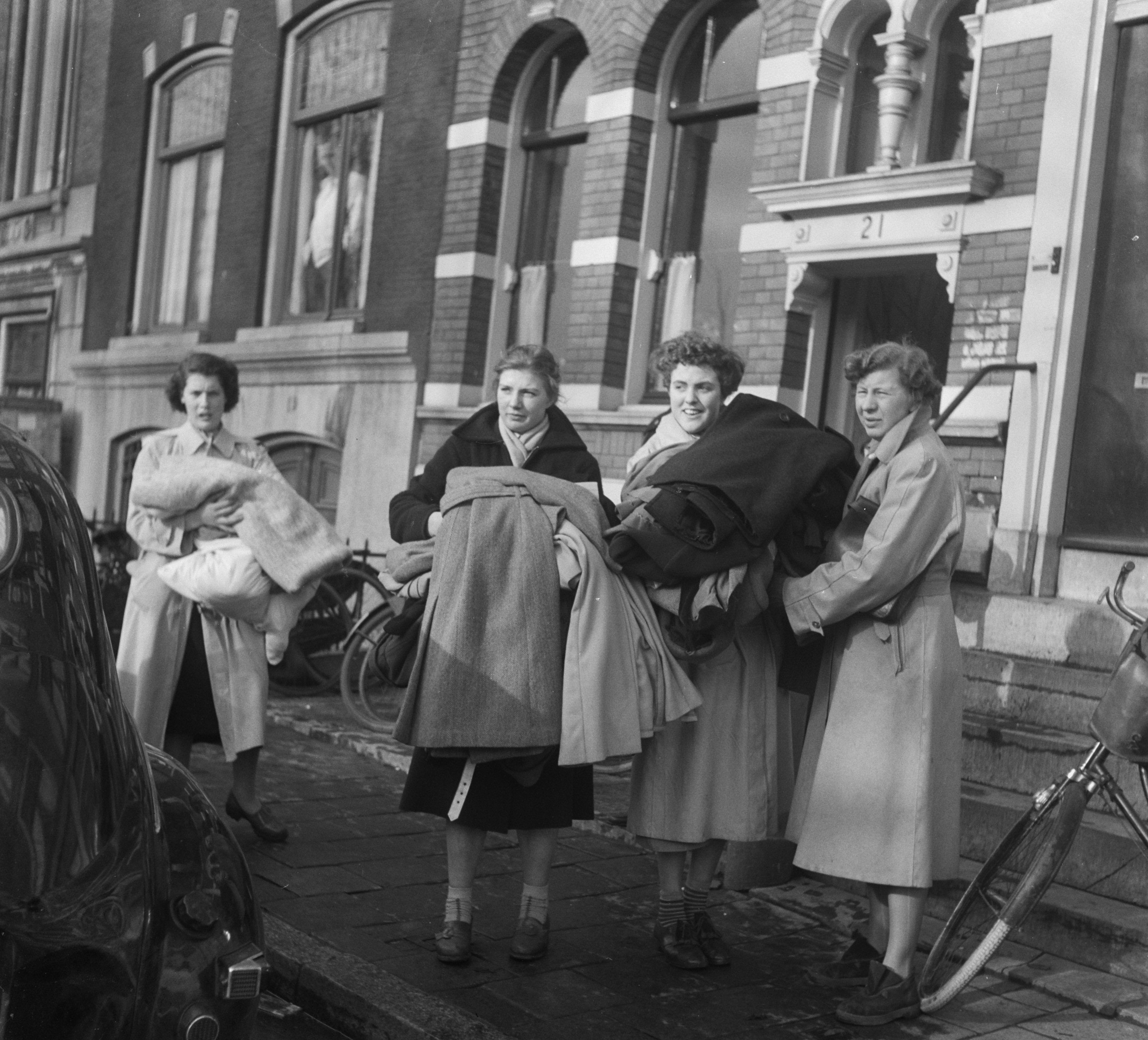
Goedereninlevering bij UVV Amsterdam, 2 februari 1953 (Watersnoodramp)

#### Tafeltje-dek-je
Het typische naoorlogse werk ging langzamerhand over in wat wij nu als activiteiten van de Unie van Vrijwilligers kennen, mede geïnspireerd door het werk van de Engelse vrijwilligersorganisatie Women Voluntary Service. In 1977 is de naam van de Unie van Vrouwelijke Vrijwilligers veranderd in de Unie van Vrijwilligers, voor vrouwen en mannen. Er zijn immers steeds meer mannelijke vrijwilligers. Door de opkomst van de welvaartsstaat in de jaren 70 veranderde ook de positie van het vrijwilligerswerk. Het werd als een aanvulling gezien op de mantelzorg en was ondersteunend aan het professionele werk in de zorg- en welzijnssector. Er kwam een duidelijke afbakening tussen vrijwilligerswerk en professionele zorg. De Unie van Vrijwilligers werd vooral bekend door Tafeltje-dek-je, een project dat op grote schaal is nagevolgd.

#### Civil Society
Het belang van vrijwilligerswerk is de laatste jaren eerder toe- dan afgenomen. Vrijwilligerswerk, als belangrijke vorm van burgerinitiatief, speelt een centrale rol in het versterken van de samenhang en sociale cohesie van de samenleving en heeft een belangrijke plaats in de opkomst van de Civil Society in Nederland en de Big Society in Engeland. Bezuinigingen zorgen voor een andere visie op zorg en welzijn, waarbij de nadruk niet ligt op het leveren van zo veel mogelijk zorg, maar op de effecten van zorg op de kwaliteit van leven, de sociale omgeving en maatschappelijke participatie. Patiënten nemen daarbij zo veel mogelijk zelf de regie, waarbij meer zorg in de eigen omgeving wordt geregeld.Naast bezuinigingen maakt ook de verandering in de wetgeving van de AWBZ en de Wmo deze kanteling noodzakelijk. Uitgangspunt is dat iedereen moet kunnen participeren in het maatschappelijk leven, ondanks eventuele beperkingen. Dat kunnen beperkingen zijn van fysieke, maar ook van psychische aard. Ervaren bezwaren moet iemand zelf oplossen, in en met zijn omgeving. Bijvoorbeeld door ondersteuning te zoeken bij familie, mantelzorgers, vrijwilligers en pas in laatste instantie bij de overheid. Vrijwilligers krijgen in dit wettelijk kader een ‘status’: er wordt formeel een beroep gedaan op hun inzet. Uitdaging voor de toekomst is om aan de toenemende vraag naar mantelzorg en vrijwilligers te kunnen voldoen, blijvend te investeren in de kwaliteit van het vrijwilligerswerk, overbelasting te voorkomen, en vooral het vrijwillige karakter van vrijwilligerswerk te behouden.